# T1000
Ne doit pas être confondu avec T-1000.
Le T1000 était un mini-ordinateur fabriqué par Télémécanique et utilisé dans l'industrie pour 
le contrôle de processus. Introduit en 1969, il avait un processeur à mots de 20 bits, et utilisait une mémoire à tores de ferrite d'une capacité allant de 2 à 32 kilo-mots. Un cycle du processeur prenait moins de 1,2 microseconde.  Le T1000 était compatible avec son prédécesseur plus puissant, le T2000, et pouvait utiliser l'ensemble de sa bibliothèque de programmes.